# 아리마 타케시
아리마 타케시(일본어: 有馬猛 아리마 다케시[*], 猛}}: 1954년 1월 ~ )는 일본의 만화가다. 가고시마현 출신.
보육시설에서 자라 15세 때 퇴소. 1969년 집단취업으로 상경하여 나사공장에서 일했다. 이후 아다치 츠토무의 어시스턴트가 되었다.
1971년 집영사 『주간 소년 점프』에 「착한 아이」가 실려 데뷔. 이후 아다치 츠토무의 소개로 후루야 미츠토시의 패밀리기획에 입사하여 9년간 일한 뒤 1981년 독립했다. 이후 큰 히트작 없이 마이너 잡지를 중심으로 활동했다.
2018년경 과거 작품들이 전자책으로 만들어져 무료 열람 사이트 “만화도서관 Z”에 공개되었는데, 2020년 5월 1994년 작품 『연짱아빠』가 SNS 바이럴을 타고 화제가 되면서 카도카와에서 단행본화되었다. 동년 6월 인터뷰에서 스승 아다치 츠토무에 대한 만화를 제작할 의향을 밝혔고, 아다치 미츠루의 협력을 받아 2020년 9월부터 소학관 『선데이 웨브리』에서 『아다치 츠토무 이야기: 아다치 미츠루를 만화가로 만든 남자』의 연재를 개시했다.